# Nynäshamns vattentorn

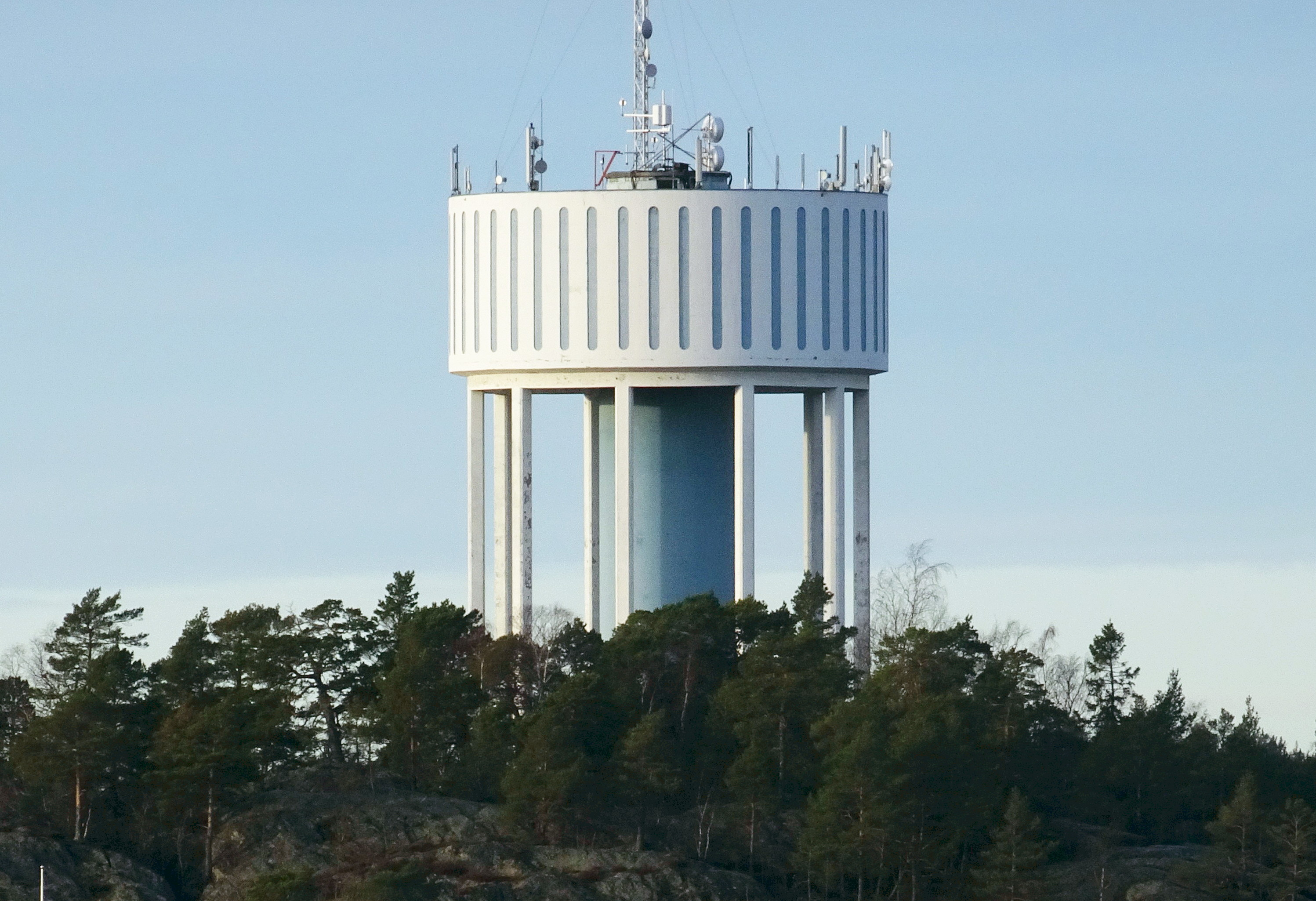
Nynäshamns vattentorn, 2017.

Nynäshamns vattentorn står vid slutet av Torngatan i Gröndalsområdet i södra delen av Nynäshamn, Nynäshamns kommun. Tornet invigdes 1953 och har blivit ett välkänt landmärke i Nynäshamn med omgivning.

## Beskrivning

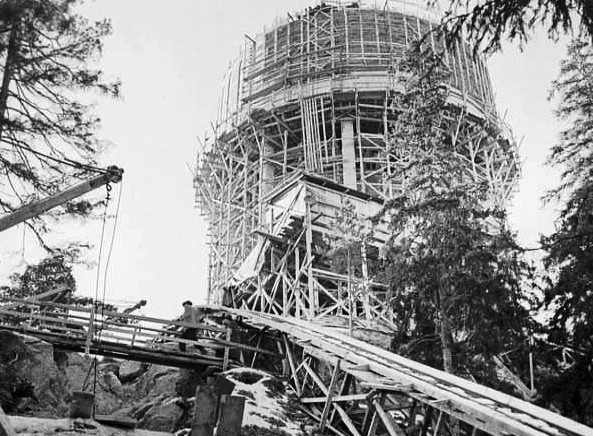
Vattentornet under uppförande, 1953.

Nynäshamns vattentorn uppfördes åren 1952–1953 nära torpet Gröndal som då fortfarande fanns kvar. Arkitekt och konstruktör var Vattenbyggnadsbyrån och entreprenör var Kasper Höglund AB som anlitade enbart inhemsk arbetskraft. Man anlade en transportbana utmed berget för att byggmaterial till vattentornet skulle kunna forslas upp till byggarbetsplatsen. Anläggningen står på en kulle vars topp ligger 46 meter över havet. Själva tornet har en höjd av 26 meter, totalt blir höjden 72 meter över havet. 
Reservoaren rymmer 1 600 m³ vatten och skulle ursprungligen försörja 18 000 människor med dricksvatten. Nynäshamns stad och de östra delarna av kommunen får sedan 2009 sitt dricksvatten från Norsborgs vattenverk i södra Stockholm som ägs av Stockholm Vatten och Avfall. Sedan dess fungerar vattentornet som en reserv som tas till vid förbrukningstoppar. När behovet ökar kan man mata ut det vatten som "sparats" i vattentornets reservoar och när vattenåtgången är låg (mitt på dagen och mitt i natten) fyller man upp igen. Vattentornet ser även till att det alltid finns konstant tryck i ledningarna.